# Conservatori de Música de Vila-seca
El Conservatori de Música de Vila-seca és un centre d'ensenyament musical creat des del Patronat Municipal de Música de Vila-seca. Ofereix la formació de nivell elemental als alumnes de cinc a dotze anys i el grau professional. Encara que pertanyi a una vila de poc més de 20.000 habitants, és un model d'èxit que ha estat reconegut a l'exterior.
Els seus inicis es remunten a l'any 1975, quan per la iniciativa municipal es va crear l'escola de música adreçada a la formació musical especialitzada dels nens i nenes en edat escolar de Vila-seca. L'any 1978, a la fi de la transició l'aleshores Ministeri d'Educació i Ciència va autoritzar la creació del Conservatori, atenent a la qualitat de les propostes docents del centre. En aquell moment, ja comptava amb un professorat de molt bon nivell, el cor femení de Sant Esteve –un cor de veus blanques amb projecció internacional– i un curs internacional que començava a consolidar-se entre els cursos més prestigiosos del país. L'any 1986 es va crear la primera orquestra que, amb el temps, ha esdevingut, juntament amb el Cor de Sant Esteve, un dels elements de major projecció del centre. El 1988 es va crear un segona orquestra, l'orquestra Händel.
El 1998 es van inaugurar l'edifici. El novembre de 2002 es va estrenar el nou auditori, una realització del mateix arquitecte de l'edifici, Pau Pérez i de l'enginyer acústic Higini Arau. L'auditori porta el nom del tenor Josep Carreras que va ser un dels protagonistes més eminents de la inauguració. Des del 2010 cada any, l'associació internacional Piano First en col·laboració amb la Fundació Auditori Josep Carreras hi organitza un festival musical dedicat a l'art del piano. El pianista Pierre Réach va escollir el conservatori com seu del festival per la qualitat de les seves instal·lacions.
L'escola de música dona als nens fins a dotze anys la formació musical que prepara a la prova d'accés als estudis de grau professional. Combina la formació de llenguatge musical i instrument amb activitats de cant coral, orquestra i audicions en públic. El conservatori atén els alumnes de grau professional que condueix al títol professional de l'especialitat instrumental.

## Professors destacats
- Joaquim Garrigosa (Barcelona, 1955). Musicòleg.[12]
- Ramon Humet (Barcelona, 1968). Compositor.[13]

## Alumnes destacats
- Carlos de Castellarnau (Tarragona, 1977). Compositor.[14]
- Joan Magrané (Reus, 1988). Compositor.[15]